# Eulimastoma engonium
Eulimastoma engonium is een slakkensoort uit de familie van de Pyramidellidae. De wetenschappelijke naam van de soort is voor het eerst geldig gepubliceerd in 1885 door Bush.